# Cikuntul
Cikuntul is een bestuurslaag in het regentschap Karawang van de provincie West-Java, Indonesië. Cikuntul telt 4508 inwoners (volkstelling 2010).